# آرستینول
آرستینول (انگلیسی: Arsthinol) یک عامل ضد تک یاخته است که در برابر آمیبیاز و یاز موثر است.
Among trivalent organoarsenicals, arsthinol was considered as very well tolerated.